# Maroyu
Maroyu es una agrupación musical de Bolivia de cumbia chicha, cumbia boliviana y techno huayño fundada en 1973 en la ciudad de Cochabamba, Bolivia. Con más de cuatro décadas de trayectoria, Maroyu es considerado uno de los grupos más importantes e influyentes de Bolivia,  y su música goza de popularidad en países como Perú, Chile y Argentina.

## Historia
Maroyu fue creada en 1973 por el fundador,  director musical y compositor Marcelo Rodolfo Yucra Flores. A través de este proyecto, también contribuyó al sustento de sus hermanos menores. Durante la década de 1980, decidió incorporarlos a la agrupación y les enseñó a tocar distintos instrumentos: Raúl Yucra se especializó en la batería, Wilfredo Yucra en el bajo y Ernesto Yucra en el teclado.
El nombre de Maroyu proviene de la unión de las sílabas del nombre del fundador de la agrupación musical, Marcelo Rodolfo Yucra Flores.
El éxito de Maroyu inició con el tema “Las madrinas”, el cual tuvo alcance en diferentes radios nacionales en Bolivia. En ese periodo, aunque su popularidad iba en aumento, su música era desvalorizada por las clases privilegiadas de Bolivia. Con el tiempo, estos mismos grupos sociales comenzaron a consumir la cumbia chicha de forma irónica, encubierta y con un enfoque más intelectualizado.
A lo largo de su recorrido Maroyu ha utilizado una amplia gama de instrumentos en sus canciones, como ser: teclado electrónico, guitarra eléctrica, bajo eléctrico, batería, sampler y sintetizador.

## Controversias

### División tras el fallecimiento de Marcelo Yucra
Después de la muerte de Marcelo Rodolfo Yucra Flores en 2021 a causa de la COVID-19  el grupo se disolvió en su totalidad.  De esta manera el resto de los miembros crearon sus agrupaciones musicales de manera individual. Es así que cada hermano conformó su propio grupo: "Maroyu de Willy Yucra”, "Maroyu de Raúl Yucra” y "Agrupación Maroyu de Ernesto Yucra”.

### Acusación contra Ernesto Yucra
Efraín Apaza, cantante cochabambino y excolaborador de Maroyu, presentó en 2023 una denuncia en la que afirma ser el autor de las canciones “La Cerveza”, “Maldito licor” y “Traicionera”. Además, en el 2024 levantó una demanda en contra de Ernesto Yucra y su agrupación ya que habían interpretado la canción “La Cerveza” sin su consentimiento durante un evento público. La presentación, transmitida en vivo por redes sociales, constituyó una infracción a los derechos de autor que Apaza aseguró poseer.

### Disputa por el legado de Maroyu
En el 2023 la familia de Marcelo Rodolfo Yucra Flores, fundador de la agrupación Maroyu, expresó su preocupación por el uso indebido del nombre del grupo y de sus composiciones musicales. Sus hijos denunciaron que, tras el fallecimiento de su padre en 2021, surgieron varias agrupaciones que utilizaron el nombre "Maroyu" sin otorgar el debido reconocimiento a su creador.

### Regreso
A inicio de 2025 los hermanos Yucra anunciaron su regreso como una sola agrupación.

## Discografía
| Álbumes - 1989 - Madurez - 1989 - Siempre en mi mente - 1990 - Solo - 1990 - Ganadores del Disco de Oro y Platino - 1991 - Primavera - 1992 - Abrázame - 1993 - Veneno para olvidar - 1995 - Tanto tanto amor - 1994 - Tu partida - 1995 - Por ella - 1996 - Lo mejor de Maroyu - 1997 - Enamorado de ti - 1998 - El nuevo sabor de Maroyu - 1999 - Grandes éxitos - 1999 - A Maroyu nunca olvidarás - 2000 - Andarás - 2001 - Siempre por ella - 2002 - Nuevo amor - 2005 - El trotamundo - 2006 - Luna lunita - 2022 - En las buenas y las malas | Otros - 1987 - Grupo Maroyu - 1988 - Grupo Maroyu - 1989 - Por qué te conocí - 2016 - Clásicos de Maroyu (En Vivo) - 2021 - Grupo Maroyu Éxitos (En Vivo) - 2024 - Se fue - 2025 - Amigos traigan cerveza (En Vivo) |

## Ver tambíén
- Lunita dame platita